# Данца де лос Воладорес
Данца де лос Воладорес ("Плес летача"), или Пало Воладор „Стуб за летење“), је древна мезоамеричка церемонија/ритуал који се и данас изводи, иако у модификованом облику, у изолованим областима у Мексику. Верује се да потиче од народа Нахуа, Уастеца и Отоми у централном Мексику, одакле се проширио по већем делу Мезоамерике. Ритуал се састоји од плеса и пењања на  стуб са којег се четворица од пет учесника затим крећу везани конопцима да би се спустили на земљу. Пети остаје на врху, плеше и свира флауту и бубањ. Према једном миту, ритуал је створен да се од богова замоли да окончају тешку сушу. Иако ритуал није настао од народа Тотонаци, данас је снажно повезан са њима, посебно онима у и око Папантле у мексичкој држави Веракруз. Церемонију је УНЕСКО прогласио нематеријалном културном баштином како би помогао да ритуал опстане и напредује у савременом свету. Астеци су веровали да је Плес летача симбол њихове културе.

## Историја
Према миту Тотонаца, пре најмање 450 година настала је тешка суша која је људима донела глад. Богови су задржавали кишу јер су их људи занемарили. Церемонија је створена да умири богове и врати кише. У неким верзијама приче, ритуал креирају старци једног села, који су потом изабрали пет младића који су били чедни. У другим верзијама, петорица мушкараца сами креирају ритуал. Највише дрво у оближњој шуми посечено је, уз дозволу бога планине, огољено од грања и одвучено у село. Дебло је подигнуто са великом церемонијом. Младићи се пењу на стуб и четворица скачу док пети свира. Ритуал се допао богу кише Тлалоку и другим боговима, па су кише поново почеле и плодност земље се вратила.
Тачно порекло овог ритуала/плеса није познато, али се сматра да потиче од народа Уастеци, Нахуа и Отоми у Сијера де Пуебли и планинским областима Веракруза. Ритуал се проширио кроз већи део мезоамеричког света све док се није практиковао од северног Мексика до Никарагве. Докази о ритуалу сежу барем до прекласичног периода према керамици пронађеној у Најариту. У пре-хиспанско доба, ритуал је био далеко сложенији, укључивао је табуе и медитацију. Сматрало се да су учесници имитирали птице и да су у неким областима били обучени као папагаји, аре, куецали и орлови. Ове птице су представљале богове земље, ваздуха, ватре и воде. До 16. века, ритуал је био снажно повезан са соларним церемонијама, као што је пролећна равнодневица. Ритуал је најближе повезан са кишним и соларним божанствима.
У митологији Маја стварање света је повезано са божанством птица (Ицамна) које борави на Мезоамеричком цветском дрвету (центру света). Пет „људи птица” на врху стуба представљају божанства птица. Главни играч стоји у средини и свира флауту, која представља звук певања птица. Четворица других „људи птица“ (који представљају четири правца) се окрећу око стуба да би представљали рекреацију света (и регенерацију живота). У раној форми, уместо само пет мушкараца постојало је шест мушкараца обучених у птице са сваким чланом који се пење на врх и изводи плес и на крају везује конопце око струка и сви заједно скачу и спуштају се наниже. Многа села у Мексику забранила су ову верзију праксе због повреда, па чак и смрти.
Дијего Дуран, који је забележио многе астечке обичаје у време шпанског освајања, описао је инцидент који подсећа на Данца де лос Воладорес, где се астечки принц, Ежуауакатл, жртвовао скочивши са мотке висине 20 браза (вероватно око 120 стопа, браза је отприлике један метар, тј. 6 стопа). Четири модерна воладора обично круже око стуба сваки 13 пута, за укупно 52 круга, или број година у астечком "календарском кругу".
Ритуал је делимично изгубљен након освајања, а Шпанци су уништили многе записе о њему, иако је Хуан де Торкемада сачувао изузетно детаљан извештај. Црква је била против "паганских" ритуала попут ових после освајања, а овај и многи други ритуали су прећуткивани или практиковани у тајности. Много тога што је познато је захваљујући усменој традицији и писању првих Европљана који су дошли у Мексико. Касније ће се ритуалу додати католички елементи, и он је постао нешто попут спектакла у каснијем колонијалном периоду. Ритуал је углавном нестао у Мексику и Централној Америци са малим остацима који су преживели, укључујући народ Тотонаци.
Иако ритуал није настао од Тотонаца, данас се често повезује са Тотонцима из области Папантла у Веракрузу. У савремено доба дошло је до низа промена. Због крчења шума већег дела Сијера де Пуебле и планинских области Веракруза, већина воладора наступа на трајним металним стубовима, које у Веракрузу често донира нафтна индустрија. Најконтроверзнија промена је увођење жена да изводе церемонију. Традиционално, било је табу дозволити женама да постану воладори, али неколико је то постало, а све су у држави Пуебла. Један од првих мушкараца који су тренирали жене, Хесус Аројо Серон, умро је када је пао са стуба током културног фестивала Кумбре Тајин 2006. Старешине Тотонаца верују да је ово била божанска одмазда и још увек забрањују извођење ритуала женама.

## Нематеријално културно наслеђе и очување традиције
Ритуалну церемонију Воладора из Папантле УНЕСКО је 2009. године прогласио за нематеријалну културну баштину. Ово је други мексички догађај који је тако признат, а први је био Фестивал мртвих домородаца 2008. Гувернер Фидел Ерера Белтран примио је награду у име народа и владе Веракруза, а посебно аутохтоног народа регије Тотонакапан у држави. Прославе поводом признања одржане су 12. октобра 2009. у парку Такилхсукут у Ел Тахину и другим локацијама за воладоре у Мексику. Ритуал је уписан заједно са Традицијама Отоми-Чичимека из Толимана, Пења де Бернала, Керетаро.
Признање носи одговорност за Мексико да чува и промовише традицију како би је одржао у животу. Део процеса номинације био је и опсежан регионални план очувања, промоције и развоја културног наслеђа у Веракрузу и другим деловима Мексика и Централне Америке. Један део плана који је у току је оснивање Escuela de Niños Voladores (Школа Воладорес деце), која се налази у парку Такилхсукут и прва је формална школа за воладоре. Има студентску популацију од 70 до 100 студената који уче о историји, значају и вредностима повезаним са ритуалом из пред-Хиспанског периода. Ово укључује оне повезане са узимањем мотке, која се зове tsakáe kiwi, из шуме, што је аспект ритуала који је у опасности од изумирања. Школу спонзорише влада Веракруза и деца почињу да је похађају између 6 и 8 година. Већина долази из суседних заједница и њихови су очеви и дедови воладори. Школа захтева од ученика да испуне одређене услове, као што је способност да говоре тотоначки језик, а девојчицама није дозвољено. Међутим, већина воладора учи ритуал од својих очева и дедова почевши од осам или десет година. Да бисте постали воладор у традиционалној заједници Тотонаца потребно је 10 до 12 година припреме и многи сматрају да је то животни позив.
Још један напор да се очува и промовише традиција је Encuentro de Voladores (Сусрет Воладора), који је започет 2009. године и поклапа се са догађајем пролећне равнодневице Кумбре Тахин на локалитету Ел Тахин. Пет дана на стубовима подигнутим на том месту наступају воладори из разних места. Циљ није само да се виде различите ношње и стилови група, већ да се размене искуства о ритуалу плодности. Воладори долазе чак из Сан Луис Потосија и Гватемале.
Један од разлога за потребу заштите је тај што се у већини случајева у Мексику ритуал не изводи у верске сврхе. Прва организација за воладоре настала је 1970-их, али и комерцијализација ритуала. У Мексику има око 600 професионалних воладора.
У мањим срединама обред се изводи само на празник патрона заједнице или на друге верске догађаје, али се у већим срединама, посебно тамо где има туриста, изводи као атракција за донације. У Бока дел Рију постоји формално успостављена група коју су признале општинске власти и која добија подршку у смислу простора и сталног стуба. Циљ групе је да туристима понуди достојанствену верзију ритуала на Плаца Бандера који не заборавља своје корене. Сви чланови групе су родом из града Папантла. Церемонија се одржава у јавном парку и од младих се тражи да оставе предмете као што су бицикли и скејтбордови ван церемонијалног простора.
Да би промовисале ритуал и културу иза њега на међународном нивоу, групе воладора су наступале у многим деловима Мексика и других земаља као део културних фестивала. Воладори су наступали на Запопум фестивалу у Гвадалахари, фестивалу Сан Педро у Монтереју, фестивалу Индијског лета у Милвокију, културном карневалу у Валпараису, Форуму Универсал де лас Културас у Барселони, и на интеркултуралној представи у Њујорку.